# نبرد لائودیکیه (۱۱۴۷)
نبرد لائودیکیه (انگلیسی: Battle of Laodicea)، نبردی در سال ۱۱۴۷ میان نیروهای امپراتوری مقدس روم و ترکان سلجوقی در ناحیه لائودیکیه در آناتولی طی جنگ صلیبی دوم بود که با پیروزی ترکان سلجوقی همراه بود.